# Juan Vélez de Guevara

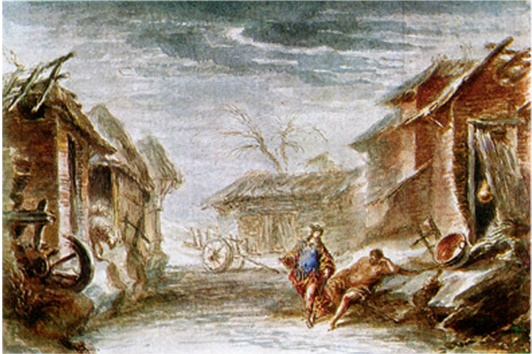
Acuarela de Francisco de Herrera el Mozo para el manuscrito de Los celos hacen estrellas, Viena, Biblioteca Nacional Austriaca.

Juan Crisóstomo Vélez de Guevara (Madrid, 1611 - íd., 20 de noviembre de 1675), dramaturgo español del Siglo de Oro, hijo del también dramaturgo Luis Vélez de Guevara y de su primera mujer Úrsula Bravo de Laguna.

## Biografía
Nació en la feligresía de San Andrés y estudió leyes, como su padre, probablemente en Sevilla. Allí desempeñó el cargo de oidor durante unos años y luego marchó a Madrid para entrar al servicio del Duque de Veragua como su padre, a cuya muerte, en 1644, aún vivía en su casa. Su actividad dramática ya se documentaba a partir de 1637, cuando se representó en Palacio su comedia El diciembre por agosto, Nuestra Señora de las Nieves. Cinco años después, en 1642, su padre le cedió el cargo de ujier real. A principios de 1655 seguía residiendo en Madrid y contraía matrimonio con doña Úrsula de Velasco; se velaron el 18 de enero en la parroquia de San Martín; tuvieron un hijo llamado Manuel José, nacido el 30 de marzo de 1657 y bautizado en la misma parroquia. Tres años después se celebró allí el certamen de Nuestra Señora de la Soledad; Juan Vélez concurrió a él, obteniendo premios. Por los vejámenes escritos en academias burlescas sabemos que era bastante alto, moreno y narigudo.
Bien situado en la corte gracias al cargo de ujier real que heredó de su padre en 1642, ya en 1637 había conseguido representar en palacio una comedia en colaboración, y en ese mismo año otra escrita por él mismo ante los monarcas, El diciembre por agosto, Nuestra Señora de las Nieves. Junto a esta dimensión de autor palatino, surtía los corrales con comedias como Amor vencido de Amor, escrita con Juan de Zabaleta y Antonio de la Huerta. Colaboró también con Jerónimo de Cáncer y Martínez de Meneses en La verdad en el engaño, y con Juan Bautista Diamante y Juan de Matos Fragoso en La cortesana en la sierra y El hidalgo de La Mancha, para la que además escribió, fuera de la tercera jornada, el fin de fiesta. En este género de la comedia burlesca escribió también Los siete infantes de Lara con Jerónimo de Cáncer, obra que se representó ante Felipe IV en 1650.
Pero sus obras más destacadas son Endimión y la luna, estrenada en 1656, y Los celos hacen estrella, zarzuela representada en palacio en 1672. Esta última es sin duda su obra más reputada y plantea un triángulo amoroso entre Júpiter, Juno y la esquiva ninfa Isis. Inspirándose en Ovidio, levanta un interesante edificio alegórico y pastoril y hace intervenir a dos graciosos muy desmitificadores y burlescos, Momo y Temía. Para esta fiesta compuso también el baile, la loa y el entremés.
Vélez hijo se caracteriza por una mayor inclinación a la comedia que su padre, y por crear comedias festivas muy cercanas al tono entremesil. Muchas de estas obras han sido atribuidas erróneamente a su padre. Además de estos títulos compuso Encontráronse dos arroyuelos, El mancebón de los palacios, No hay contra el amor encantos, No hay contra el amor poder y Riesgos, amor y amistad. Nicolás Antonio dice que imprimió un volumen con sus numerosos entremeses, pero no se ha encontrado. Entre ellos cabe destacar La melindrosa, El bodegón, Los holgones, El pícaro bobo, El sastre y La autora de comedias, que escribió hacia 1662, pero que acompañó en 1672 a su zarzuela Los celos hacen estrella y en 1679 a Psiquis y Cupido de Pedro Calderón de la Barca.
Una de las especialidades de Vélez hijo eran los bailes teatrales. Escribió El contraste de amor, La esgrima, Fulanilis, Gila y Pascual, La taberna y el bodegón, El juego del hombre y El arquitecto.